# Vicenç Mut i Armengol

Vicenç Mut i Armengol (Palma, 1614 - 1687), va ser astrònom, historiador, enginyer i militar.

## Militar i enginyer
Fill d'un oficial de llancers del cos de cavalleria, ingressà a la Companyia de Jesús el 1629, però abandonà aviat aquest orde. Estudià matemàtiques i dret. Es doctorà en dret a l'Estudi General de Mallorca. Ingressà a la milícia de Mallorca i obtingué la graduació de sergent major. Fou comptador i enginyer militar de Mallorca (1640). Va esser a Menorca i al Principat de Catalunya, on lluità a la Guerra dels Segadors al costat de Pere de Santacília i Pacs. Fou cronista general del Regne de Mallorca (1641-1687). Va ser jurat de la Ciutat i Regne de Mallorca per l'estament dels ciutadans militars el 1646 i el 1650. La universitat de la ciutat el comissionà a la cort, prop del rei Felip IV per resoldre alguns dubtes que hi havia a Mallorca sobre la immunitat eclesiàstica (1651). El 1662 projectà l'ampliació del castell de Sant Carles. Impulsà les obres que es realitzaven a la murada i va fer construir la tenalla (popularment el Fortí), una obra exterior que reforçava l'entrada en el fossar del torrent de la Riera (1670).

## Historiador
És autor d'una Historia del Reyno de Mallorca (1650). Deixà inèdit un volum on feia una descripció minuciosa de les illes Balears. Va fer un mapa de Mallorca, orientat cap al sud, on ressenyà les ciutats i viles, els castells i els col·legis (1683). Va escriure diverses obres sobre temes militars, com Arquitectura militar, primera parte de las fortificaciones regulares y irregulares (1664), Adnotaciones sobre los compendios de la artillería (1668), Instrucciones para la milicia y sus oficiales que se ha de observar en caso de invasión o tocar arma en la isla de Mallorca (1683). També publicà Príncipe en la guerra y en la paz (1640), sobre l'emperador Justinià I, Tabla sobre los espacios horarios para fabricar los reloxes de declinante en l'altura del polo de Mallorca (sense data), Relación del estafermo que se corrió en Mallorca (1646), sobre les lluites entre Canamunt i Canavall, Satisfacción por el Reyno de Mallorca y por sus síndicos a la información y memorial que se ha presentado a SM... (sense data), Relación de la execución de la talla impuesta en Mallorca sobre los bienes de realengo en el año 1654 por los gastos del contagio (sense data), Vida de la venerable madre sor Isabel Cifra (1655), Commentarium anni MDCLXV (sense data) i Observationes motuum caelestium cum adnotationibus astronomicis et meridianorum differentiis ab eclypsibusw deductis (1666), De sole alfonsino restituto.

## Astrònom
Ajudà a desmantellar idees supersticioses sobre els cometes explicant-los com un fenomen natural, atès que fins als seus descobriments es considerava que sempre anunciaven catàstrofes. També va introduir a Espanya la figura de Galileu. És considerat un dels observadors científics més importants de l'època i per aquest motiu l'astrònom italià coetani Giovanni Battista Riccioli batejà un cràter de la Lluna amb el seu nom, Mutus.
Va deixar escrits tres tractats d'astronomia publicats a Palma, que són De sole alfonsino restituto (1649), Observationes motuum caelestium (1666) i Comentarum anni MDCLXV (1666). Aquest darrer, de vint pàgines, combat les creences apocalíptiques relacionades amb els estels amb cua explicant la naturalesa d'un cometa dels anys 1664 i 1665, que personalitats rellevants d'aquell moment relacionaven amb desgràcies. A l'opuscle argumenta per què no eren rajos de Sol, descarta components màgics, terrorífics i anunciadors de desgràcia. També feu diverses investigacions sobre les distàncies estel·lars, els planetes, la lluna i el Sol. Estava convençut que de l'observació directa en sortia el coneixement racional. Va ser una de les primeres figures a Espanya de l'astronomia de l'època, defensor aferrissat de l'observació i experiència. Mantingué correspondència amb tots els grans astrònoms europeus del moment i fou el primer historiador espanyol que cità l'obra de Galileu.